# Alexander Ludwig von Wattenwyl

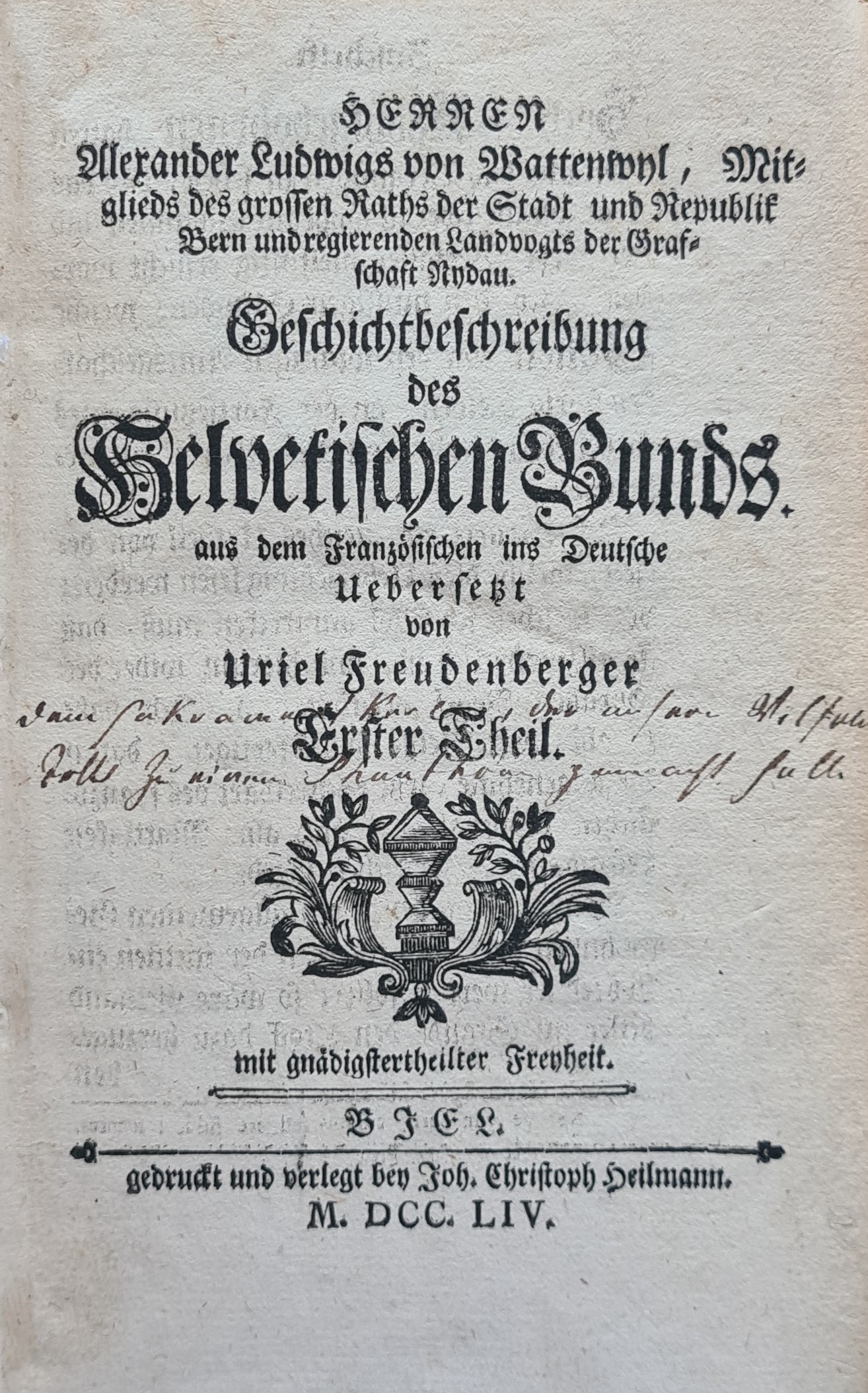
Geschichtschreibung des Helvetischen Bunds, von Alexander Ludwig von Wattenwyl, übersetzt durch Uriel Freudenberger (1754)

Alexander Ludwig von Wattenwyl (* 18. Februar 1714 in Bern; † 2. November 1780 ebenda) war ein Schweizer Historiker und Politiker.

## Leben
Er war der Sohn von Franz Ludwig von Wattenwyl, Offizier in fremden Diensten und ab 1723 Landvogt in Landshut, und der Elisabeth de Mestral. 1736 heiratete er Dorothea Salome von Erlach, die Tochter des Viktor von Erlach, Hofmeister zu Königsfelden. Ab 1745 war er Berner Grossrat und 1749 amtlicher Verteidiger (Pflichtverteidiger) im Prozess gegen die Angeklagten der Henzi-Verschwörung. Von 1752 bis 1758 war er Landvogt in Nidau, daneben ab 1762 Oberkommandant in der Propstei Moutier-Grandval. Ferner gehörte er ab dem Jahr 1762 der Bibliothekskommission sowie dem Schulrat in Bern an und wirkte als Zensor.
Als Patrizier vertrat er zwar die Idee der Freiheit, nicht aber jene der Gleichheit, die er als Traum bezeichnete.

## Leistungen
Von Wattenwyl liess die bis dahin geheim gehaltenen Berner Chroniken in die Stadtbibliothek bringen, um sie öffentlich zugänglich zu machen. Als Historiker widmete er sich insbesondere der bernischen Geschichte, wobei er die Aussagen der Chronisten kritisch hinterfragte und Geschichte allein aufgrund von Urkunden geschrieben haben wollte, was ihn zum ersten modernen Historiker Berns macht. 1739 gründete er mit Johann Georg Altmann die Deutsche Gesellschaft, um Sprache und Literatur zu pflegen. 1759 gehörte er zu den Gründungsmitgliedern der Ökonomischen Gesellschaft Bern, deren Präsident er 1767 und 1769 war. Nachdem von Wattenwyl 1747 die Gründung einer Historischen Gesellschaft angeregt hatte, trat er 1762 der Helvetischen Gesellschaft bei und amtierte 1766 als deren Präsident.

## Werke
- Geschichtbeschreibung des helvetischen Bunds. 1754, französisch 1754, umfasst die Zeit bis 1516. 3. Auflage 1768 unter dem Titel Geschichte des Helvetischen Bundes (französisch 1768), umfasst die Zeit bis 1603 (eingeschränkte Vorschau in der Google-Buchsuche).
- Histoire du gouvernement de Berne. 1783 von Johann Heinrich Füssli im Schweitzerischen Museum unter dem Titel Über die Staatsverfassung der Stadt und Republik Bern auf Deutsch publiziert.
- Histoire de la ville de Berne (ungedruckt).
- Histoire du Canton de Berne (wohl verloren).